# Дзюбенко Геннадій Ігорович
Геннадій Ігорович Дзюбенко нар. 21 вересня 1970, Севастополь) — український футболіст, що грав на позиції півзахисника. Відомий за виступами у складі сімферопольської «Таврії», у складі якої був фіналістом Кубка України та низці російських футбольних клубів. Після закінчення виступів на футбольних полях — український футбольний арбітр та тренер.

## Кар'єра футболіста
Геннадій Дзюбенко народився у Севастополі, та є вихованцем ДЮСШ № 5 зі свого рідного міста. Після закінчення школи молодий футболіст грав у місцевій юнацькій команді «Чайка-2». По досягненню призивного віку Дзюбенка призвали на строкову службу до Радянської Армії, яку він проходив у Групі радянських військ у Німеччині, де грав за команду цього військового угрупування. Після закінчення служби Геннадій Дзюбенко повернувся до рідного міста, й у 1991 році дебютував у професійному футболі в місцевій команді «Чайка», яка виступала в другій лізі СРСР. За рік виступів Дзюбенко зіграв за севастопольську команду 50 матчів, у яких відзначився 7 забитими м'ячами. Після розпаду Радянського Союзу Геннадій Дзюбенко вирішив продовжити виступи в команді другої ліги Росії «Аган» з міста Радужний у Сибіру. За рік він отримав запрошення від команди вищої української ліги «Таврія» з Сімферополя. У складі «Таврії» Дзюбенко грав протягом півтора року, протягом яких він провів 45 матчів у чемпіонаті, та став фіналістом розіграшу Кубка України. У другій половині 1994 року футболіст знову грав у складі севастопольської «Чайки», цього разу в другій українській лізі.
з початку 1995 року Геннадій Дзюбенко став гравцем російського клубу першої ліги «Зоря» (Ленінськ-Кузнецький). У цій команді футболіст відіграв три сезони, виходив з командою до 1/4 фіналу Кубка Росії після чого за сімейними обставинами вирішив перейти до клубу «Том», незважаючи на запрошення від значно сильнішого клубу «Уралан». У томській команді футболіст відіграв один рік, і з початку 1999 року став футболістом тульського «Арсенала», другу половину сезону провів у складі воронезького «Факела», з яким зайняв друге місце в чемпіонаті та отримав путівку до вищого російського дивізіону. Проте у вищій російській лізі футболіст не зіграв, оскільки тренер команди не бачив його у складі команди у вищому дивізіоні, тому Дзюбенко перейшов до іншої команди першої російської ліги «Кристал» зі Смоленська, в якому грав протягом двох сезонів. Закінчив виступи у професійних клубах Геннадій Дзюбенко по завершенні сезону 2002 року. який він провів у клубі другої російської ліги «Орел» з однойменного міста.

## Суддівська кар'єра
Після невеликої перерви Геннадій Дзюбенко повернувся у великий футбол в 2002 році як суддя. Спочатку колишній футболіст виступав у ролі помічника арбітра в матчах другої української ліги, а у 2004 року був головним арбітром матчів другої української ліги та лайнсменом у матчах першої ліги та Кубка України. Всього як арбітр провів 7 матчів як головний суддя та 125 матчів як помічник головного арбітра.

## Кар'єра тренера
Із 2012 року Геннадій Дзюбенко розпочав тренерську кар'єру. Спочатку він був головним тренером аматорського клубу «Хвиля» з Андріївки, а з 2015 року очолює тренерський штаб у створеному окупаційною владою Севастополя клубі «Танго».

## Досягнення
- Фіналіст Кубка України (1):

«Таврія» (Сімферополь): 1993–1994